# 凌陞

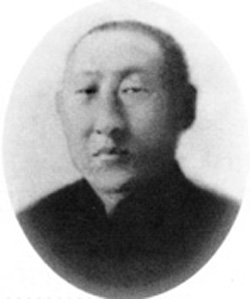
凌陞

（1886年—1936年4月24日）又名福贤，字云志，莫日登氏，泛蒙古主義者，呼倫貝爾达斡尔族政治人物。民国初年任訓政時期第二屆立法委員，後任满洲国興安北省省長，直至被日軍以間諜罪名處決。

## 生平
凌陞是清末黑龍江將軍轄下呼伦贝尔部索伦右翼正黄旗（今屬呼伦贝尔市鄂温克族自治旗）人，贵福（時任索倫右翼總管，後為呼伦贝尔副都统）之子。
他毕业于呼伦贝尔蒙旗中学（今海拉爾一中），呼倫貝爾自治時期（1915-1919年）历任呼伦贝尔副都统公署帮办、额鲁特旗总管。
呼倫貝爾取消自治後，历任黑龙江省公署谘议、奉军东三省保安总司令部顾问、蒙疆经略使公署顾问、中華民國北京政府参政、國務院顾问。國民政府成立後，任訓政時期第二屆立法委員（1931-1932年）等职。

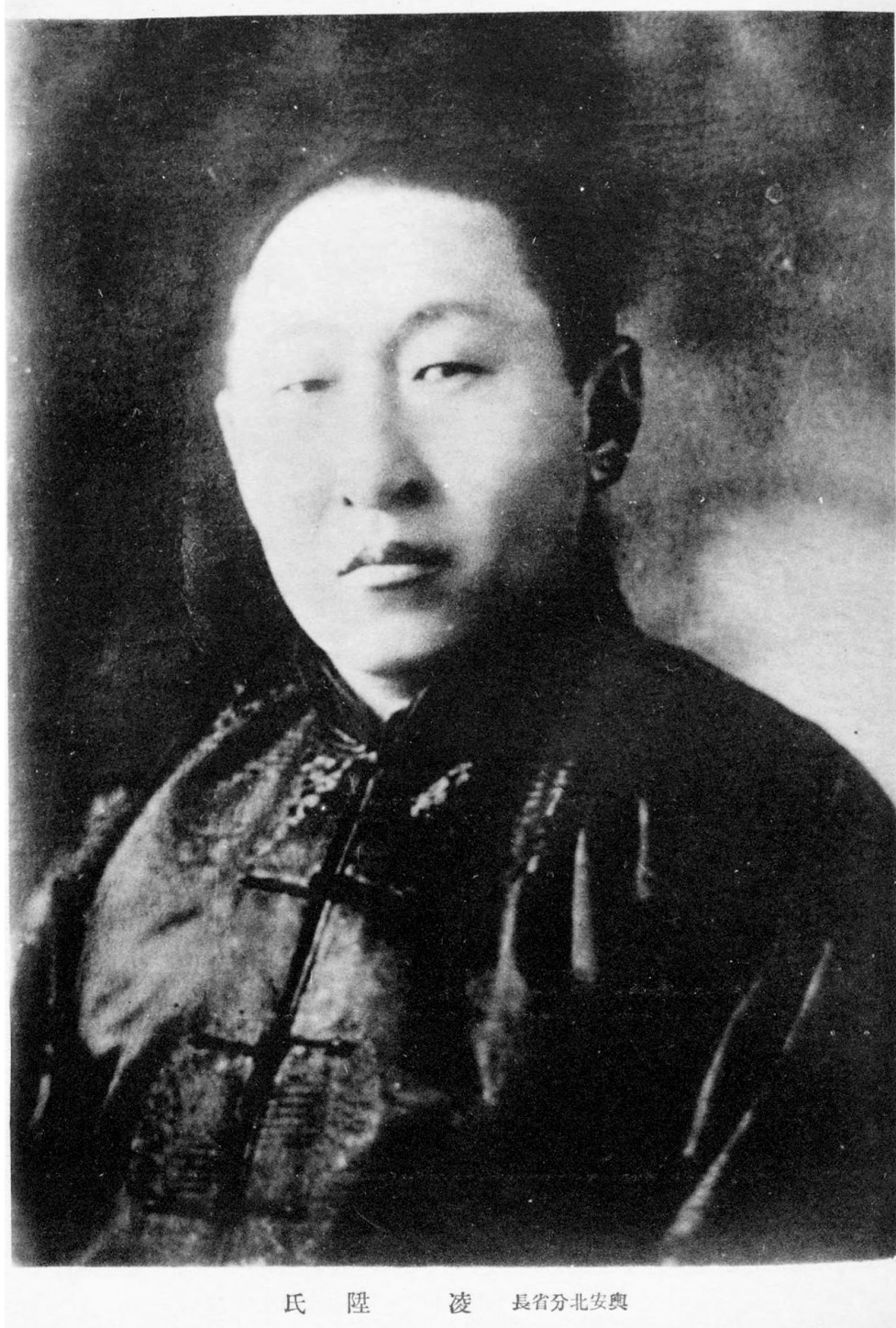
《大満洲国要人画報》1934年刊登的凌陞照片

1931年九一八事变后，任东北行政委员会委员。满洲国成立后，1932年任兴安北分省省长。1934年升为兴安北省省长。凌陞為泛蒙古主義者，主張「蒙古人的究極目標是要統一外蒙、內蒙、呼倫貝爾成一國，逼於現狀只能靠日本達成此目標」。“蒙地奉上”期间，反對滿洲國土地改革觸及蒙古人利益。1936年被关东军驻海拉尔宪兵队逮捕，与他同时被捕的还有兴安北省警备军参谋长福龄、警务厅长春德等20余人。同年4月20日，关东军军事法庭以“通苏、通蒙、反满抗日罪”的罪名判凌陞、福龄、春德、华霖太等四人死刑，后被处决。这一事件史称“凌陞事件”。
溥仪曾将其四妹韫娴许配给凌陞之子色布精太，但凌陞死后溥仪在日本压力下撤销了这门婚事。